# Білоголівська сільська рада
Білоголі́вська сільська́ ра́да — адміністративно-територіальна одиниця та орган місцевого самоврядування у Зборівському районі Тернопільської області (до вересня 2016 року). Адміністративний центр — село Білоголови.

## Загальні відомості
Білоголівська сільська рада утворена в 1939 році.
- Територія ради: 2,169 км²
- Населення ради: 956 осіб (станом на 2001 рік)
- Територією ради протікає річка Лопушанка

## Населені пункти
Сільській раді були підпорядковані населені пункти:
- с. Білоголови
- с. Нетерпинці

## Склад ради
Рада складалася з 15 депутатів та голови.
- Голова ради: Кузьма Мирослава Миронівна
- Секретар ради: Андрушків Марія

### Керівний склад попередніх скликань
| Прізвище, ім'я, по батькові | Основні відомості                                                                                        | Дата обрання | Дата звільнення |
| --------------------------- | --- | ------------ | --------------- |
| Парій Іван Михайлович       | Сільський голова, 1954 року народження, освіта середня спеціальна, безпартійний                          | 26.03.2006   | 31.10.2010      |
| Парій Іван Михайлович       | Сільський голова, 1954 року народження, освіта середня спеціальна, член політичної партії «Наша Україна» | 31.10.2010   |                 |

Примітка: таблиця складена за даними сайту Верховної Ради України

### Депутати
За результатами місцевих виборів 2010 року депутатами ради стали:

#### За суб'єктами висування
| Суб'єкт висування | Кількість обраних депутатів | %   |
| ----------------- | --------------------------- | --- |
| Самовисування     | 15                          | 100 |

#### За округами
| № округу | Прізвище, ім'я, по батькові     | Дата визнання обраним | Освіта             | Партійна приналежність | Відомості про обраного депутата                                 |
| -------- | ------------------------------- | --------------------- | ------------------ | ---------------------- | --------------------------------------------------------------- |
| 1        | Базан Олександра Петрівна       | 04.11.2010            | середня спеціальна | позапартійна           | пенсіонер                                                       |
| 2        | Дерех Ольга Петрівна            | 04.11.2010            | середня спеціальна | позапартійна           | тимчасово не працює                                             |
| 3        | Кузьма Галина Петрівна          | 04.11.2010            | середня            | позапартійна           | тимчасово не працює                                             |
| 4        | Дацишин Михайло Васильович      | 04.11.2010            | середня            | позапартійний          | тимчасово не працює                                             |
| 5        | Кузьма Мирослава Миронівна      | 04.11.2010            | середня спеціальна | позапартійна           | Білоголівська сільська, секретар                                |
| 6        | Авдикович Михайло Володимирович | 04.11.2010            | середня спеціальна | позапартійний          | тимчасово не працює                                             |
| 7        | Андрушків Марія Петрівна        | 04.11.2010            | вища               | позапартійна           | Білоголівська сільська, бухгалтер                               |
| 8        | Ушківський Василь Володимирович | 04.11.2010            | середня            | позапартійний          | Білоголівське відділення зв'язку, листоноша                     |
| 9        | Сікора Павло Михайлович         | 04.11.2010            | середня            | позапартійний          | Білоголівська загальноосвітня школа І-ІІ ст., техпрацівник      |
| 10       | Божок Ольга Степанівна          | 04.11.2010            | середня спеціальна | позапартійна           | тимчасово не працює                                             |
| 11       | Стефанів Василь Євстахович      | 04.11.2010            | середня            | позапартійний          | Тернопіль МУВГ                                                  |
| 12       | Порплиця Галина Романівна       | 04.11.2010            | середня спеціальна | позапартійна           | Бібліотека с. Білоголови, бібліотекар                           |
| 13       | Бревус Олександра Романівна     | 04.11.2010            | середня спеціальна | позапартійна           | Клуб с. Нетерпинці, завклубом                                   |
| 14       | Процик Ганна Василівна          | 04.11.2010            | середня спеціальна | позапартійна           | фельдшерсько-акушерський пункт с. Нетерпинці, завідувачка ФАПом |
| 15       | Логін Ганна Зіновіївна          | 04.11.2010            | середня            | позапартійна           | фельдшерсько-акушерський пункт с. Нетерпинці, санітарка         |